# Димитър Попиванов
Вижте пояснителната страница за други личности с името Арсениев.
Димитър Попиванов Арсениев (изписване до 1945 година: Димитъръ попъ Ивановъ Арсениевъ) е български български оперен певец, тенор и вокален педагог. Той е просветен и културен деец, един от основателите на Софийската опера и на Музикалната академия.

## Биография
Димитър Попиванов е роден в 1874 година в разложкото село Годлево, което тогава е в Османската империя в семейството на Иван Арсениев. Учи в прогимназията в Банско. Завършва Кюстендилското педагогическо училище заедно със съселяните си Симеон Попконстантинов и Лазар Томов, бъдещи дейци на ВМОРО. В гимназията организират Младежко македонско дружество.
Учи теория на музиката и пиано в Пражката консерватория, а по-късно през 1902 година завършва и певческата школа на Франтишек Пивода. След завършване на образованието си от 1902 до 1907 г. е гимназиален учител по музика в Плевен и София. В 1904 година е сред създателите на първото Частно музикално училище (днес Държавна академия „Панчо Владигеров“) в София и преподава в него до 1908 г.
От 1909 година се занимава с пеене и с музикална педагогика. От 1913 до 1931 година отново преподава в Частното музикално училище. Става професор през 1926 г. Сред учениците му е тенорът Любен Минчев. От 1950 година е носител на званието „заслужил артист“.
Член е на Македонския научен институт. Умира в 1954 година. Автор е на спомени.